# Смолинська сільська рада (Чернігівський район)
Смо́линська сільська́ ра́да — орган місцевого самоврядування у Чернігівському районі Чернігівської області. Адміністративний центр — село Смолин.

## Загальні відомості
Смолинська сільська рада утворена в 1923 році.
- Територія ради: 65,335 км²
- Населення ради: 1076 осіб (станом на 2001 рік)

## Населені пункти
Сільській раді підпорядковані населені пункти:
- с. Смолин
- с. Козероги

## Склад ради
Рада складається з 12 депутатів та голови.
- Голова ради: Білик Олександр Петрович
- Секретар ради: Ступницька Наталія Дмитрівна

### Керівний склад попередніх скликань
| ПІБ                      | Основні відомості                                                         | Дата обрання | Дата звільнення |
| ------------------------ | ------------------------------------------------------------------------- | ------------ | --------------- |
| Білик Олександр Петрович | Сільський голова, 1962 року народження, освіта вища                       | 26.03.2006   | 31.10.2010      |
| Білик Олександр Петрович | Сільський голова, 1962 року народження, освіта вища, член Партії регіонів | 31.10.2010   |                 |

Примітка: таблиця складена за даними джерела

### Депутати
За результатами місцевих виборів 2010 року депутатами ради стали:

#### За суб'єктами висування
| Суб'єкт висування                 | Кількість обраних депутатів | %    |
| --------------------------------- | --------------------------- | ---- |
| Самовисування                     | 10                          | 83,3 |
| Партія регіонів                   | 1                           | 8,3  |
| Політична партія «Сильна Україна» | 1                           | 8,3  |

#### За округами
| № округу                          | Прізвище, ім'я, по батькові   | Дата визнання обраним | Освіта             | Партійна приналежність                        | Відомості про обраного депутата                      |
| --------------------------------- | ----------------------------- | --------------------- | ------------------ | --------------------------------------------- | ---------------------------------------------------- |
| Партія регіонів                   |                               |                       |                    |                                               |                                                      |
| 12                                | Ожог Любов Григорівна         | 01.11.2010            | середня            | член Партії регіонів                          | пенсіонер                                            |
| Політична партія «Сильна Україна» |                               |                       |                    |                                               |                                                      |
| 11                                | Кириченко Федір Володимирович | 01.11.2010            | середня            | член Політичної партії «Сильна Україна»       | тимчасово не працює                                  |
| Самовисування                     |                               |                       |                    |                                               |                                                      |
| 1                                 | Носенок Микола Іванович       | 01.11.2010            | вища               | позапартійний                                 | «Смолинторг», головний інженер                       |
| 2                                 | Товчко Михайло Олексійович    | 01.11.2010            | середня            | позапартійний                                 | Смоленський будинок культури, директор               |
| 3                                 | Попружна Світлана Степанівна  | 01.11.2010            | середня спеціальна | член Всеукраїнського об'єднання «Батьківщина» | Смоленський фельдшерсько-акушерський пункт, фельдшер |
| 4                                 | Ребенок Ганна Михайлівна      | 01.11.2010            | середня спеціальна | позапартійна                                  | Смоленська сільська рада, секретар                   |
| 5                                 | Будько Людмила Анатоліївна    | 01.11.2010            | вища               | позапартійна                                  | Смлинська загальноосвітня школа, вчитель             |
| 6                                 | Білик Ніна Іванівна           | 01.11.2010            | середня            | позапартійна                                  | Сморлинська бібліотека, бібліотекар                  |
| 7                                 | Ступницька Наталія Дмитрівна  | 01.11.2010            | вища               | позапартійна                                  | тимчасово не працює                                  |
| 8                                 | Волохова Тетяна Олексіївна    | 01.11.2010            | вища               | позапартійна                                  | тимчасово не працює                                  |
| 9                                 | Мойсеєнко Микола Миколайович  | 01.11.2010            | середня спеціальна | позапартійний                                 | «Смолинторг», механік                                |
| 10                                | Снитко Михайло Романович      | 09.01.2011            | середня            | позапартійний                                 | тимчасово не працює                                  |